# Vilhelm Wedell-Wedellsborg (officer)
 Der er flere personer med dette navn, se Vilhelm Wedell-Wedellsborg.
Vilhelm baron Wedell-Wedellsborg (26. april 1873 i Hjørring – 3. september 1946 på Juelsberg) var en dansk officer og kammerherre, bror til Karl Wedell-Wedellsborg
Han var søn af kammerherre, baron Vilhelm Wedell-Wedellsborg og hustru, blev sekondløjtnant i fodfolket 1894, premierløjtnant samme år og kaptajn 1909. Dernæst blev han kompagnichef i Den Kongelige Livgarde og fra 1921 chef for 21. bataljon, for 24. bataljon 1924 og for 1. Livgardebataljon fra 1926. Fra 1926 til 1934 var han chef for Livgarden. Han var militærattaché ved det danske gesandtskab i Paris 1918-19 og blev oberst 1927. 1928 blev han formand for Motorordonnanskorpsets bestyrelse.
Han var kammerjunker, Kommandør af Dannebrog og Dannebrogsmand og bar en række udenlandske ordener.
4. maj 1900 ægtede han Louise baronesse Wedell-Wedellsborg (29. marts 1869 på Overdrevsgården – 29. juli 1932 i København), datter af baron Gustav Wedell-Wedellsborg.